# Scabies crispata
Scabies crispata е вид мида от семейство Unionidae. Видът не е застрашен от изчезване.

## Разпространение и местообитание
Разпространен е в Индия (Аруначал Прадеш и Асам), Камбоджа, Мианмар и Тайланд.
Обитава сладководни басейни и реки.